# Saison 24 d'Alerte Cobra
Chronologie
Saison 23 Saison 25
Cet article présente le guide des épisodes la vingt-quatrième saison de la série télévisée Alerte Cobra.

## Distribution

### Acteurs principaux
- Erdoğan Atalay : Sami Gerçan (inspecteur)
- Tom Beck : Ben Jäger (inspecteur)

### Acteurs récurrents
- Charlotte Schwab : Anna Angalbert (chef de service)
- Daniela Wutte : Susanne König (secrétaire)
- Dietmar Huhn : Henri Granberger (brigadier)
- Gottfried Vollmer : Boris Bonrath (brigadier)
- Siggi H : Siggi Müller (brigadier)
- Niels Kurvin : Armand Freund (police scientifique)
- Kerstin Thielemann : Isolde Maria Schrankmann (procureure générale)
- Carina Wiese : Andréa Gerçan (femme de Sami)

## Diffusion
En Allemagne, la saison a été diffusée du 4 septembre 2008 au 30 octobre 2008, sur RTL Television.
En France, la saison a été diffusée du 6 février 2010 au 13 mars 2010 sur TMC.

## Épisodes

### Épisode 1:Justice pour un ami disparu
- Allemagne : 4 septembre 2008 sur RTL Television
- France : 6 février 2010 sur TMC

### Épisode 2:La fureur de gagner
- Allemagne : 11 septembre 2008 sur RTL Television
- France : 13 février 2010 sur TMC

### Épisode 3:Pour l'amour de Sarah
- Allemagne : 18 septembre 2008 sur RTL Television
- France : 13 février 2010 sur TMC

### Épisode 4:Tout ça pour ça
- Allemagne : 25 septembre 2008 sur RTL Television
- France : 20 février 2010 sur TMC

Ben et Sami circulent sur l'autoroute lorsque leur véhicule est atteint par des balles qui ne leur sont pas destinées, et ont un accident. Ils découvrent que le tireur, posté non loin de là, visait une jeune hôtesse de l'air. 

### Épisode 5:Mécanisme de précision
- Allemagne : 2 octobre 2008 sur RTL Television
- France : 20 février 2010 sur TMC

### Épisode 6:Bulles d'oxygène
- Allemagne : 9 octobre 2008 sur RTL Television
- France : 27 février 2010 sur TMC

### Épisode 7:Erreur de jugement
- Allemagne : 16 octobre 2008 sur RTL Television
- France : 27 février 2010 sur TMC

### Épisode 8:La force des sentiments
- Allemagne : 23 octobre 2008 sur RTL Television
- France : 6 mars 2010 sur TMC

### Épisode 9:Claustrophobie
- Allemagne : 30 octobre 2008 sur RTL Television
- France : 13 mars 2010 sur TMC